# Gabbeh

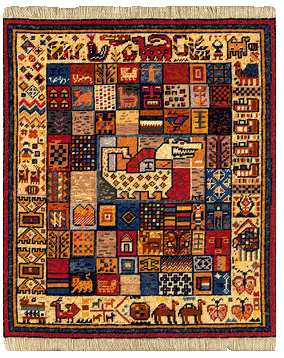
Un tappeto gabbeh

I Gabbeh o gabba (in lingua persiana گبه) sono una tradizionale tipologia di tappeti persiani. Vengono chiamati gava in curdo e luri e anche khersak (in persiano خرسک) in bakhtiari, dal significato letterale di "cucciolo di orso". Un gabbeh è un tappeto tessuto a mano di qualità grossolana e di dimensioni medie (90 x 150 cm. o più grande) caratterizzato da un disegno astratto che si basa su campi aperti di colore e una giocosità con geometria. Questo tipo di tappeto è popolare tra le popolazioni dei Monti Zagros in Iran, tra i gruppi etnici curdi, luri e Qashqai. Il gabbeh è solitamente fatto da donne.
I tappeti Gabbeh sono molto più spessi e ruvidi degli altri tappeti persiani; a volte possono essere spessi fino a 2,5 cm. In realtà, sono più un tipo di kilim piuttosto che un tappeto. La parola "gabbeh" deriva dal persiano گبه, che significa crudo, naturale, non tagliato. Questo è un tappeto ruvido e primitivo.
I modelli Gabbeh sono molto semplici con un numero limitato di oggetti decorativi, per lo più rettangolari che ricordano principalmente animali. Nei gabbeh si usano solitamente colori vivaci, come il giallo e il rosso. Anche se vengono create grandi macchie di colore, le tinte sono variegate (il colore varia in tutto il tappeto, con zone di colori diversi).
I Gabbeh sono realizzatiti con filato naturale di lana lavorata a mano e tutti i colori sono creati con tinta naturale. A causa della relativa facilità di produzione (modello meno preciso, un piccolo numero di nodi per centimetro quadrato, ecc.) un gabbeh è una delle varietà meno costose di tappeto persiano.
Negli anni 1980, dopo che l'artista iraniano Parviz Tanavoli aveva sperimentato gabbeh realizzati con colori vegetali, Gholamreza Zollanvari iniziò a produrre i tappeti in grandi quantità, impiegando tessitori Qashgayi e Luri. L'aumento della produzione da parte della famiglia Zollanvari, compresa l'introduzione di nuovi modelli, esercitò una notevole influenza sui mercati europei del tappeto.